# Ceryx formicina
Ceryx formicina är en fjärilsart som beskrevs av Swinhoe 1892. Ceryx formicina ingår i släktet Ceryx och familjen björnspinnare. Inga underarter finns listade i Catalogue of Life.